# Agrilus burkei
Agrilus burkei är en skalbaggsart som beskrevs av Fisher 1917. Agrilus burkei ingår i släktet Agrilus och familjen praktbaggar. Inga underarter finns listade i Catalogue of Life.